# Покинутий корабель
«Покинутий корабель» (англ. Derelict for Trade) — науково-фантастичний роман американської письменниці Андре Нортон (справжнє ім'я Аліса Мері Нортон) та Шервут Сміт. Роман опублікований 1997.
Роман є шостою книгою циклу «Королева сонця».

## Сюжет
«Королева сонця» виходить з гіперпростору трохи не там, де вони розраховували, в них не вистачає палива, але вони знаходять поблизу покинутий корабель. Команда перекачує половину палива та доправляє обидва кораблі до циліндричної космічної станції Біржа в системі Мікоса.
Система перебуває в секторі раси кандойдців. Економлячи бюджет, капітан швартує до станції тільки «Королеву сонця» і хоче оформити права власності на знайдений корабель та знайти вигідний фрахт.
Станція розподілена на зони пониженої, звичайної та підвищеної гравітації, де проживають, відповідно, кандойдці, люди та слоноподібні швери.
Команді дошкуляють непрохані гості на кораблі, недостача коштів, звинувачення у піратстві, складні правила поводження на станції, церемоніальна бюрократія кандойдців, войовничість шверів, організована злочинність та корупція в Торговій гільдії.
Команда розгадує загадку покинутого корабля та успішно проходить через усі випробування, і вирішує розширитись до двох кораблів.
На завершення роману капітан Джеліко та Раель Коуфорт одружуються.